# Clilopocha pachypus
Clilopocha pachypus är en skalbaggsart som beskrevs av Lea 1917. Clilopocha pachypus ingår i släktet Clilopocha och familjen Rutelidae. Inga underarter finns listade i Catalogue of Life.